# Coenonympha dorus
Coenonympha dorus är en fjärilsart som beskrevs av Eugen Johann Christoph Esper 1782. Coenonympha dorus ingår i släktet Coenonympha och familjen praktfjärilar, Nymphalidae. Fyra underarter finns listade i Catalogue of Life, Coenonympha dorus aquilonia Higgins, 1969, Coenonympha dorus cantabrica Agenjo, 1953, Coenonympha dorus macrophthalma Verity, 1953 och Coenonympha dorus purpurinatta Gómez Bustillo, 1973.

## Bildgalleri

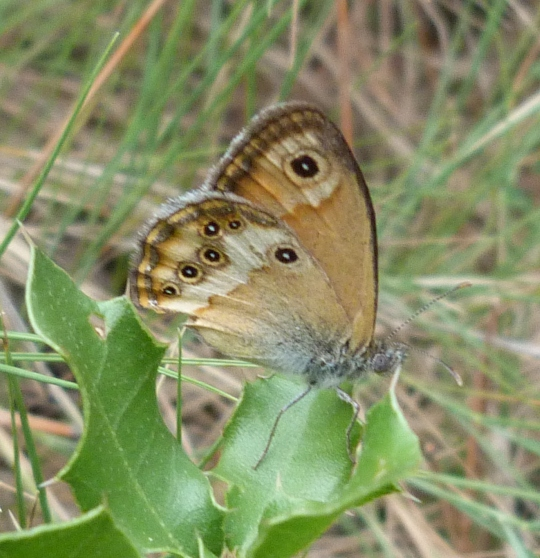
Imago fjäril
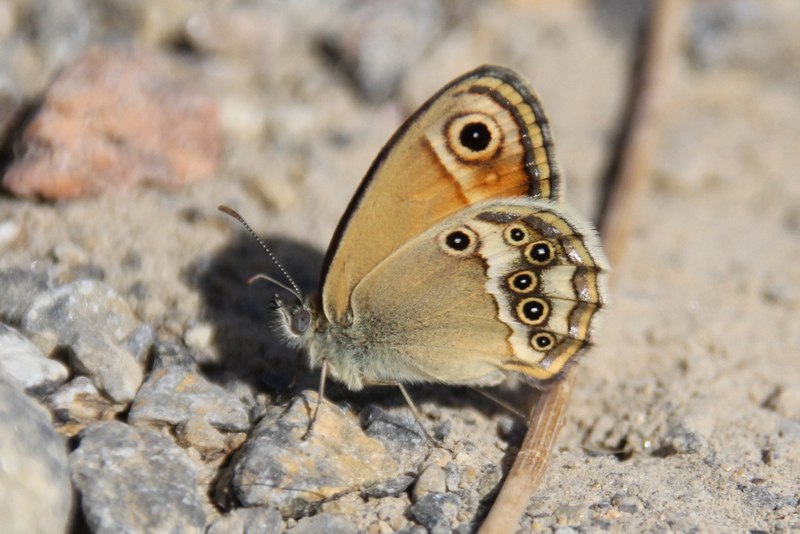
Imago fjäril
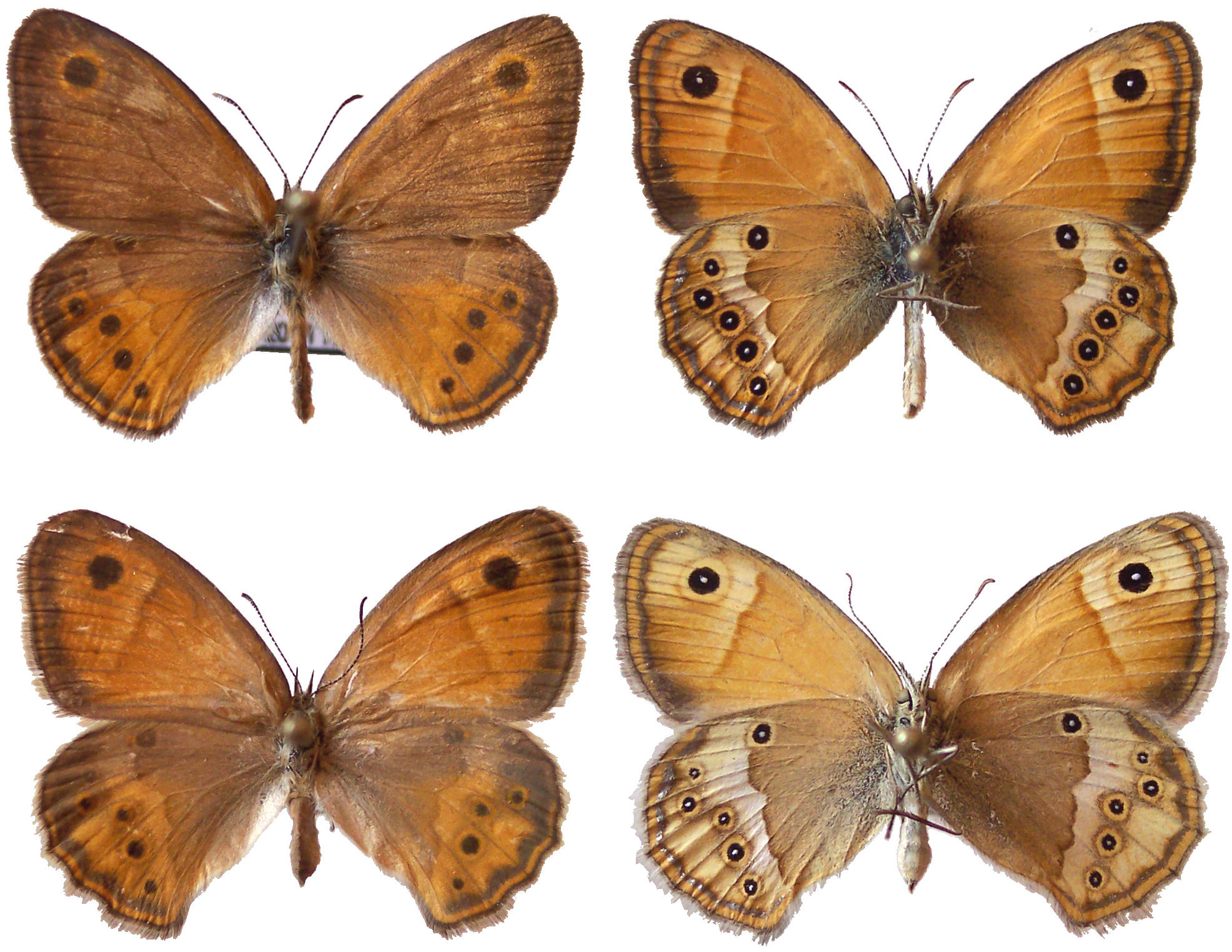
Preparerade (uppnålade) imago fjärilar, hane och hona, över- och undersida.